# (11090) Popelin
(11090) Popelin (1994 CT12) – planetoida z pasa głównego asteroid okrążająca Słońce w ciągu 4,08 lat w średniej odległości 2,55 j.a. Odkryta 7 lutego 1994 roku.